# (6494) 1992 NM
(6494) 1992 NM es un asteroide perteneciente al cinturón de asteroides, región del sistema solar que se encuentra entre las órbitas de Marte y Júpiter.
Fue descubierto el 8 de julio de 1992 por Satoru Otomo desde Kiyosato, Japón.

## Designación y nombre
Designado provisionalmente como 1992 NM. 

## Características orbitales
1992 NM está situado a una distancia media del Sol de 2,239 ua, pudiendo alejarse hasta 2,478 ua y acercarse hasta 2,000 ua. Su excentricidad es 0,107 y la inclinación orbital 3,828 grados. Emplea 1223,89 días en completar una órbita alrededor del Sol.

## Características físicas
La magnitud absoluta de 1992 NM es 13,93. 